# El Kbab
El Kbab (arabiska: القباب) är en ort i Marocko, som i folkräkningen räknas som stad i landskommunen med samma namn. Den ligger i provinsen Khénifra och regionen Béni Mellal-Khénifra, 190 km sydost om huvudstaden Rabat. Antalet invånare var 8 345 vid folkräkningen 2014.